# 大衛·阿諾
大衛·阿諾（英語：David Arnold，1962年1月23日—）是英格蘭電影配樂家，著名作品包括五部詹姆士·龐德電影、1994年電影《星際奇兵》、1996年電影《ID4星際終結者》、1998年電影《酷斯拉》，以及電視劇《小不列顛》與《新世紀福爾摩斯》。

## 其他作品
2011年2月，官方宣布由阿諾擔任倫敦2012年夏季奧林匹克運動會和2012年夏季帕拉林匹克運動會的音樂總監。

## 影視配樂作品
- 007系列
  - 《明日帝國》（1997年）
  - 《縱橫天下》（1999年）
  - 《誰與爭鋒》（2002年）
  - 《皇家夜總會》（2006年）
  - 《量子危機》（2008年）
- 《暑假班的夏天》/《倫敦街頭檔案》（The Young Americans）（1993年）
- 《星際奇兵》（1994年）
- 《雪戰奇兵》（Last of the Dogmen）（1995年）
- 《ID4星際終結者》（1996年）
- 《你行我素》（A Life Less Ordinary）（1997年）
- 《酷斯拉》（1998年）
- 《殺戮戰警》（Shaft）（2000年）
- 《寶貝男孩》（Baby Boy）（2001年）
- 《三劍客》/《劍俠雄心》（The Musketeer）（2001年）
- 《名模大間諜》（Zoolander）（2001年）
- 《命運交錯》/《變線人生》（Changing Lanes）（2002年）
- 《追情殺手》（Enough）（2002年）
- 《玩命關頭2：飆風再起》（2003年）
- 《複製嬌妻》/《超完美嬌妻》（2004年）
- 《小不列顛》（14集）（2003年–2005年）
- 《血盟兄弟》（Four Brothers）（2005年）
- 《滾石風雲》（Stoned）（2005年）
- 《奇異恩典》（Amazing Grace）（2006年）
- 《終棘警探》（2007年）
- 《瘋人鋸院》/《刑房》（Grindhouse）（假預告片段〈Don't〉）（2007年）
- 《衝撞特工》（Agent Crush）（2008年）
- 《畸形屋》（Crooked House）（與麥克·普萊斯合作）（2008年）
- 《納尼亞傳奇：黎明行者號》（2010年）
- 《麻辣女強人》（Morning Glory）（2010年）
- 《鐵娘IN工廠》/《達格南製造》（Made in Dagenham）（2010年）
- 《新世紀福爾摩斯》（與麥克·普萊斯合作）（2010年）
- 《伴我雙飛》（Come Fly with Me）（2010年–至今）
- 《我們撞到外星人》（2011年）
- 《最后的维加斯》（Last Vegas）（2013年）

## 獎項
- 獲獎： 葛萊美獎 – 最佳電影或電視作品器樂作曲 – 《ID4星際終結者》
- 提名： 英國電影學院獎 – 安東尼·亞斯奎斯電影音樂獎 – 《007首部曲：皇家夜總會》
- 提名： 葛萊美獎 – 最佳影視媒體作品歌曲 – 〈You Know My Name〉，《007首部曲：皇家夜總會》（作曲家）

## 外部連結
- （英文）David Arnold在互联网电影资料库（IMDb）上的資料（英文）
- （英文）大衛·阿諾官方網站
- （英文）大衛·阿諾推特頁 （页面存档备份，存于）
- （英文）大衛·阿諾專訪 （页面存档备份，存于） 於 www.reviewgraveyard.com
- （英文）英國電影和電視藝術學院（BAFTA）大師影片：大衛·阿諾
- （英文）YouTube上的約翰·巴瑞紀念音樂會 – 詹姆士·龐德主題